# 柳沢吉保
柳沢 吉保（やなぎさわ よしやす、正字体：柳澤吉保、正仮名遣：やなぎさはよしやす）は、江戸時代前期の幕府側用人・譜代大名。第5代将軍徳川綱吉の寵愛を受けて、元禄時代には大老格として幕政を主導した。王朝文化への憧憬を強く抱いた文化人でもあり、江戸に六義園を造営した。

## 生涯

### 出生から館林藩士時代
柳沢氏は清和源氏の流れを引く河内源氏の支流、甲斐源氏武田氏一門である甲斐一条氏の末裔を称し、甲斐国北西部の在郷武士団である武川衆に属した。武田氏の滅亡後、武田遺臣の多くが徳川家康の家臣団に組み込まれ、柳沢氏は吉保の祖父にあたる信俊が家康に仕官した。柳沢氏は土屋氏と並んで、武田遺臣から近世大名化した一族として知られる。
万治元年（1658年）12月18日、吉保は上野国館林藩士・柳沢安忠の長男として江戸市ヶ谷に生まれる。母は安忠の側室である佐瀬氏（了本院）。了本院は安忠の所領がある上総国一袋村の出身で、安忠正室・青木氏の侍女となる。了本院は吉保出産後に実家へ戻ったため、吉保は安忠正室・青木氏のもとで養育されたが、後に吉保は幕臣になってから了本院の存在を知ると江戸に呼び寄せた。吉保は長男ではあったが、父の晩年の庶子であり、柳沢家の家督は吉保の姉婿となっていた従兄の信花（父・安忠の甥）が養嗣子となって継いだ。
寛文4年（1664年）12月18日、館林藩主・徳川綱吉に初めて謁見する。寛文12年（1672年）に甲斐国恵林寺において行われた武田信玄百回忌の法要においては、父安忠とともに奉加帳に名を連ねている。同年11月15日には家臣・曽祢貞尅の介錯で半元服を行う。翌寛文13年（1673年）11月15日に元服する。
延宝3年（1675年）7月12日には父・安忠の致仕に際して家督を相続し、保明（やすあき）と改名する。家禄530石。小姓組番衆となり、同年12月18日には旗本・曽雌盛定の娘・定子と婚約する。延宝4年（1676年）2月18日には定子と婚姻する。延宝5年（1677年）には曽雌家の菩提寺である龍興寺の竺道祖梵に参禅し、公案を授かっている。同年6月16日には安忠正室の青木氏が死去している。

### 綱吉の将軍就任と吉保

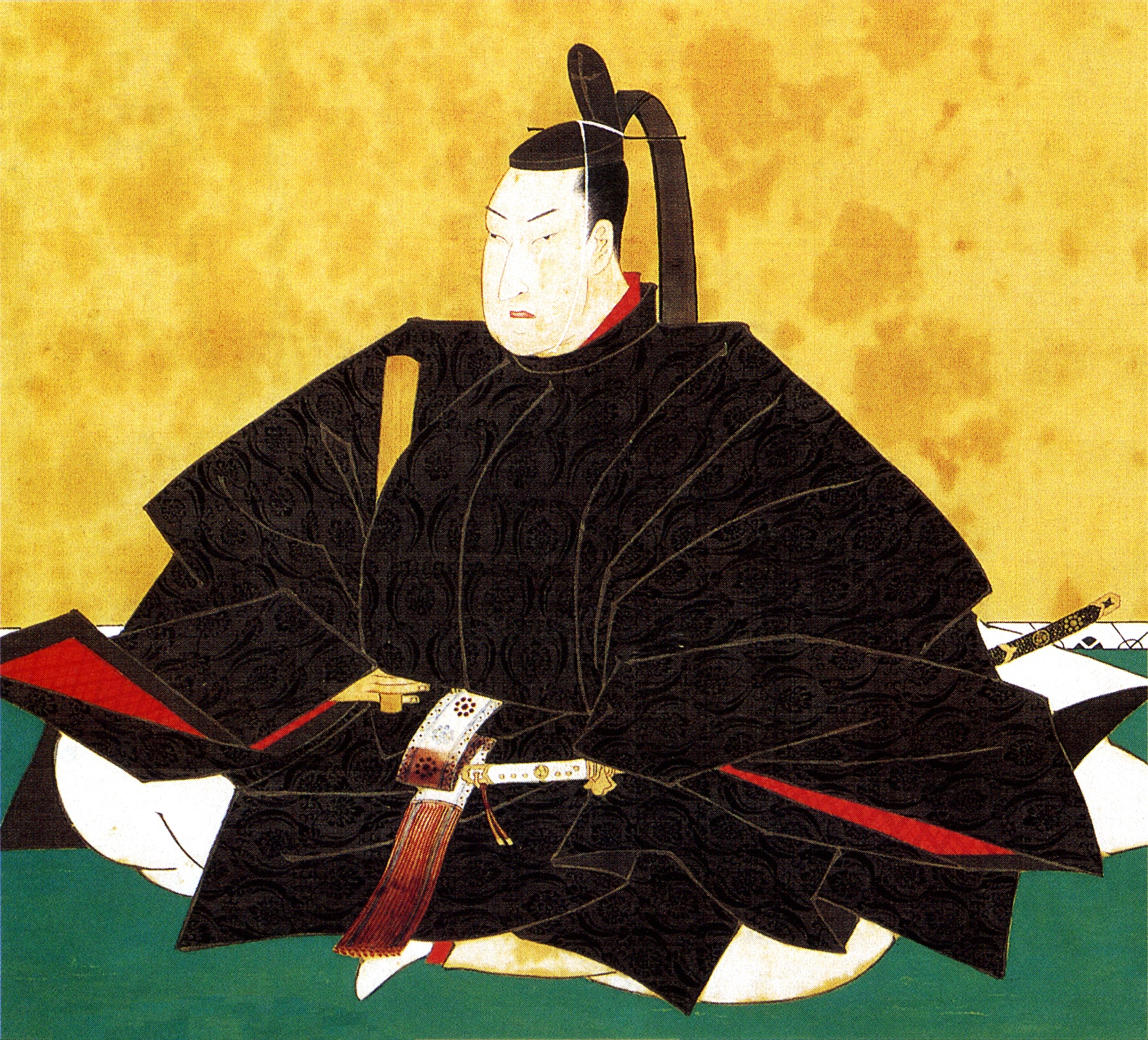
徳川綱吉

延宝8年（1680年）、館林藩主の綱吉が兄である4代将軍徳川家綱の将軍後継として江戸城に入ると、綱吉の家臣である吉保も幕臣となる。同年11月3日に吉保は小納戸役に任ぜられる。
天和元年（1681年）4月25日には300石を加増され、830石となる。同年6月3日に吉保は綱吉の学問上の弟子となり、7月11日には江戸・市ヶ谷から愛宕下に居を移す。同年12月20日には生母の了本院を江戸へ引き取っている。
天和2年（1682年）4月21日には従六位下となり、布衣を許されている。天和3年（1683年）1月11日には200石を加増されて1030石となる。同年6月25日には、義兄の信花が江戸城西の丸前において高橋源大夫と喧嘩し、殺害される事件が起きている。
貞享元年（1684年）8月21日には邸を江戸・愛宕下から西の丸邸へ移転する。貞享2年（1685年）12月10日には従五位下・出羽守に叙任している。貞享3年（1686年）1月11日には1000石を加増され、2030石となる。
吉保の生母・了本院の侍女としてつき従っていた飯塚染子は貞享2年（1686年）頃に吉保の側室となり、貞享4年（1687年）9月3日には吉保の嫡男・吉里を生んでいる。同年9月18日には父の安忠が死去する。
元禄元年（1688年）6月10日、西の丸下から一橋内の屋敷に移る。同年11月12日、小納戸上席より将軍親政のために新設された側用人に就任する。禄高も1万2000石とされて大名に昇る。廃城となっていた上総国佐貫城に封じられる。翌元禄2年には一橋内から神田橋内に居を移し、霊岸島にも中屋敷を拝領する。
元禄3年（1690年）3月26日に2万石を加増され、同年12月25日に従四位下に昇叙する。出羽守如元。元禄4年（1691年）2月3日に常盤橋内に屋敷を拝領し、同年3月22日に将軍綱吉が柳沢邸に御成を行う。以来、綱吉は58回に及ぶ吉保邸への御成を行なっている。一方で吉保自身が江戸城に連夜詰め、下城して屋敷で休むようになっても、雷雨の夜には雷嫌いの綱吉を案じて登城するなど忠勤を励んだ（ただし綱吉が発した『生類憐みの令』は綱吉没後ただちに廃止している）。

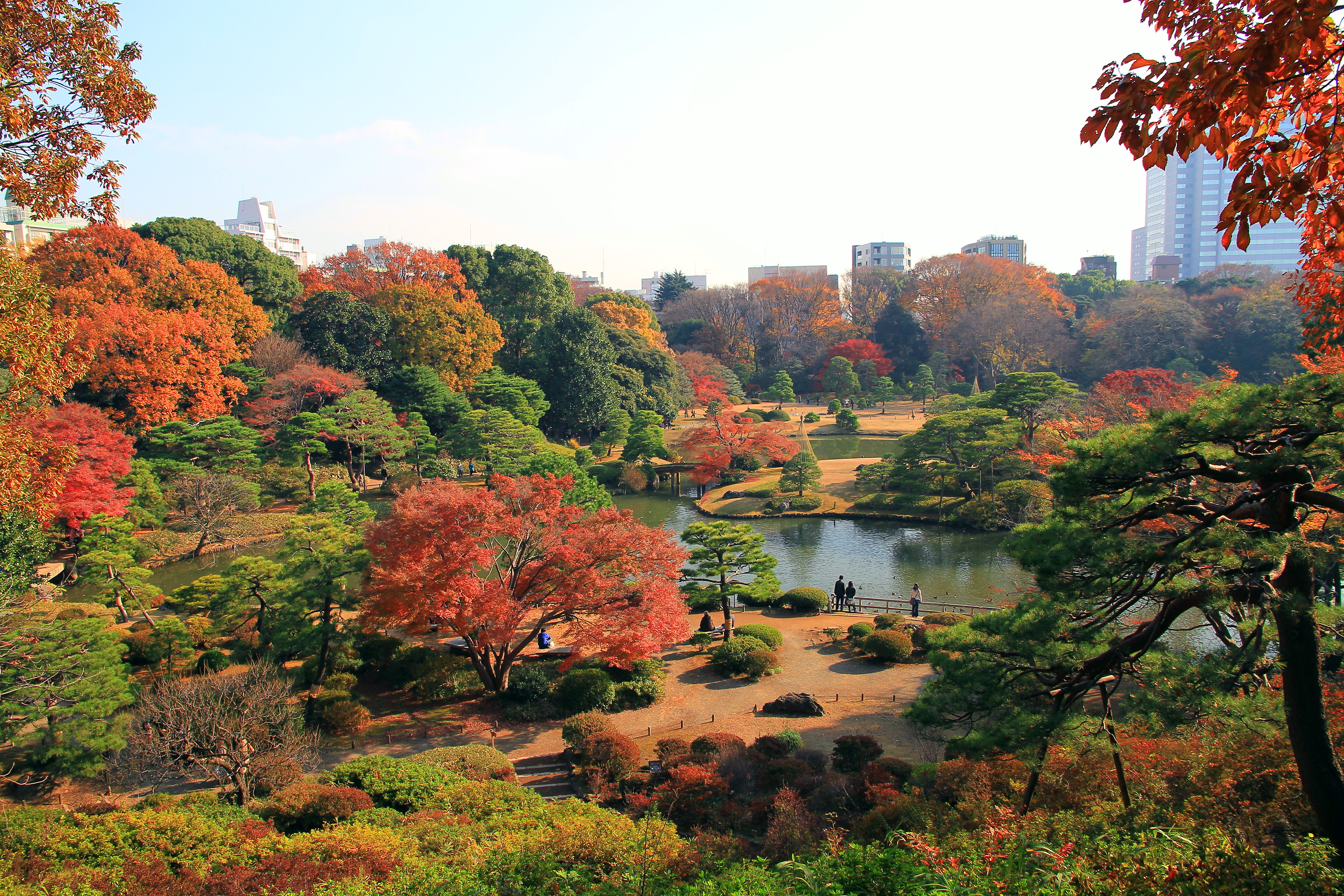
六義園。加賀藩旧下屋敷を、1695年（元禄8）に将軍綱吉から拝領して下屋敶とした。

元禄5年（1692年）11月14日に3万石を加増される。元禄7年（1694年）1月7日に石高7万2000石とされ、武蔵国川越藩（埼玉県川越市）の藩主となる。同年12月9日には老中格と侍従を兼帯する。同11年（1698年）7月21日、大老が任ぜられる左近衛権少将に転任する。出羽守如元。元禄7年（1694年）1月7日に1万石を加増され、川越城を拝領する。同年3月11日に常盤橋内の隣地に屋敷を拝領する。翌元禄8年4月21日に駒込の前田綱紀（加賀藩主）旧邸を拝領し、後にこれが六義園となる。
元禄10年（1697年）7月1日には、綱吉から徳川将軍家の菩提寺である寛永寺（東京都台東区上野桜木）の根本中堂造営の惣奉行を命じられる。寛永寺根本中堂は元禄11年（1698年）8月2日に落成し、吉保は8月9日に日光輪王寺宮の公弁法親王を屋敷へ招き、7月21日には根本中堂造営の功績により左近衛権少将に叙任され、席次も老中の上となった。8月11日には勅使を迎えて根本中堂の上棟式を行っている。
元禄13年（1700年）から翌元禄14年にかけて、吉保は武田信玄の次男・龍芳（海野信親）の子孫とされる武田信興を将軍綱吉に引きあわせ、高家武田家の創設に尽力する。高家武田家は柳沢家から何度か養子を迎えている。
元禄14年（1701年）11月26日に吉里とともに将軍綱吉から松平姓および「吉」の偏諱を与えられ、松平吉保と名乗る。同時に出羽守から美濃守に遷任した。翌元禄15年7月12日、吉保邸が火災に遭い家財を焼失し、吉保自身は家臣薮田重守邸に避難する。翌元禄16年8月26日、幕府奥絵師狩野常信に肖像を描かせ、自賛を記している。

### 甲斐国拝領から綱吉の死去

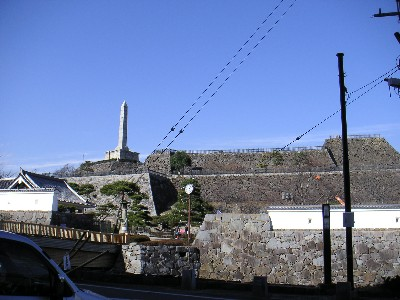
甲府城跡

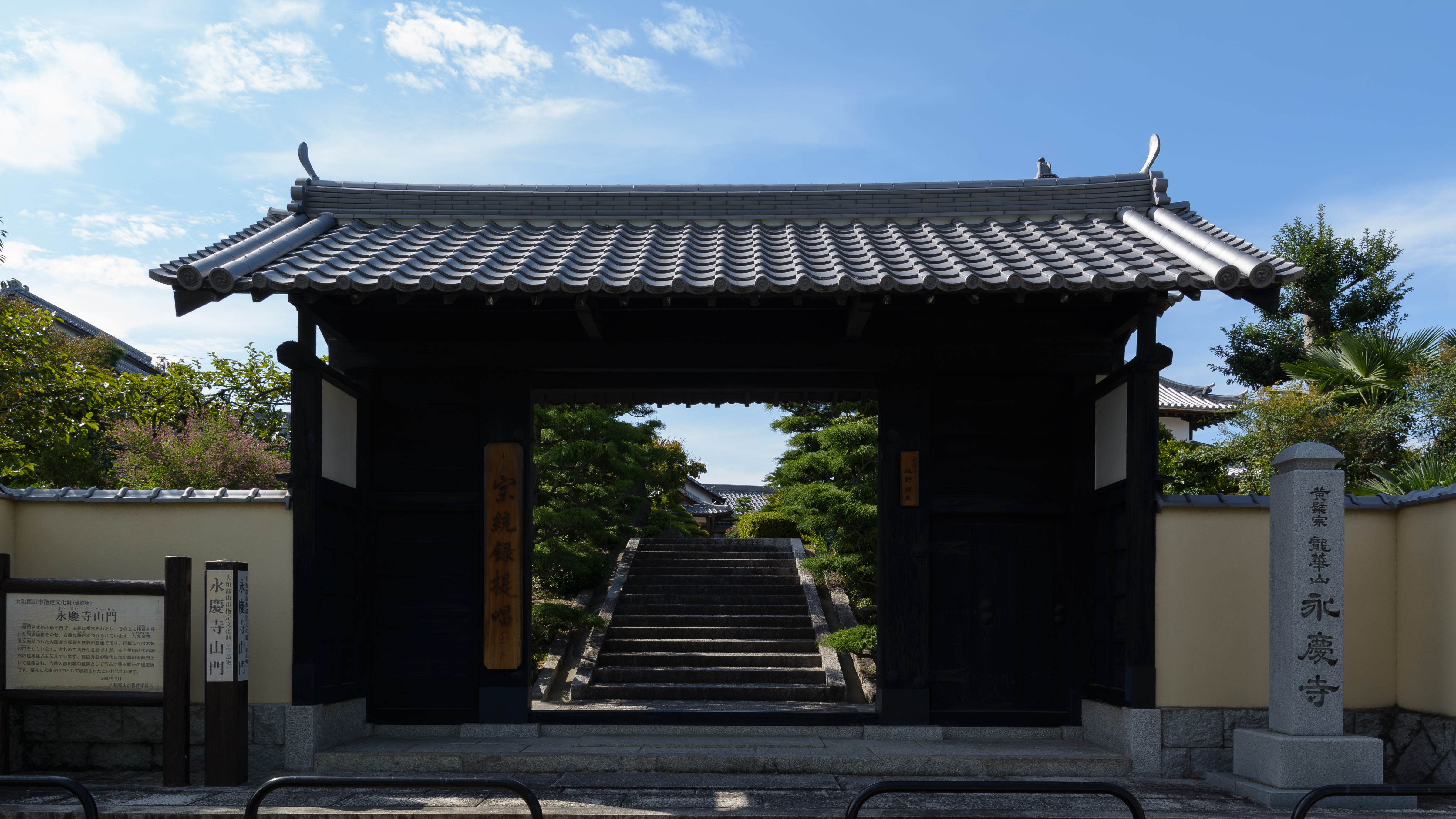
大和郡山市の永慶寺

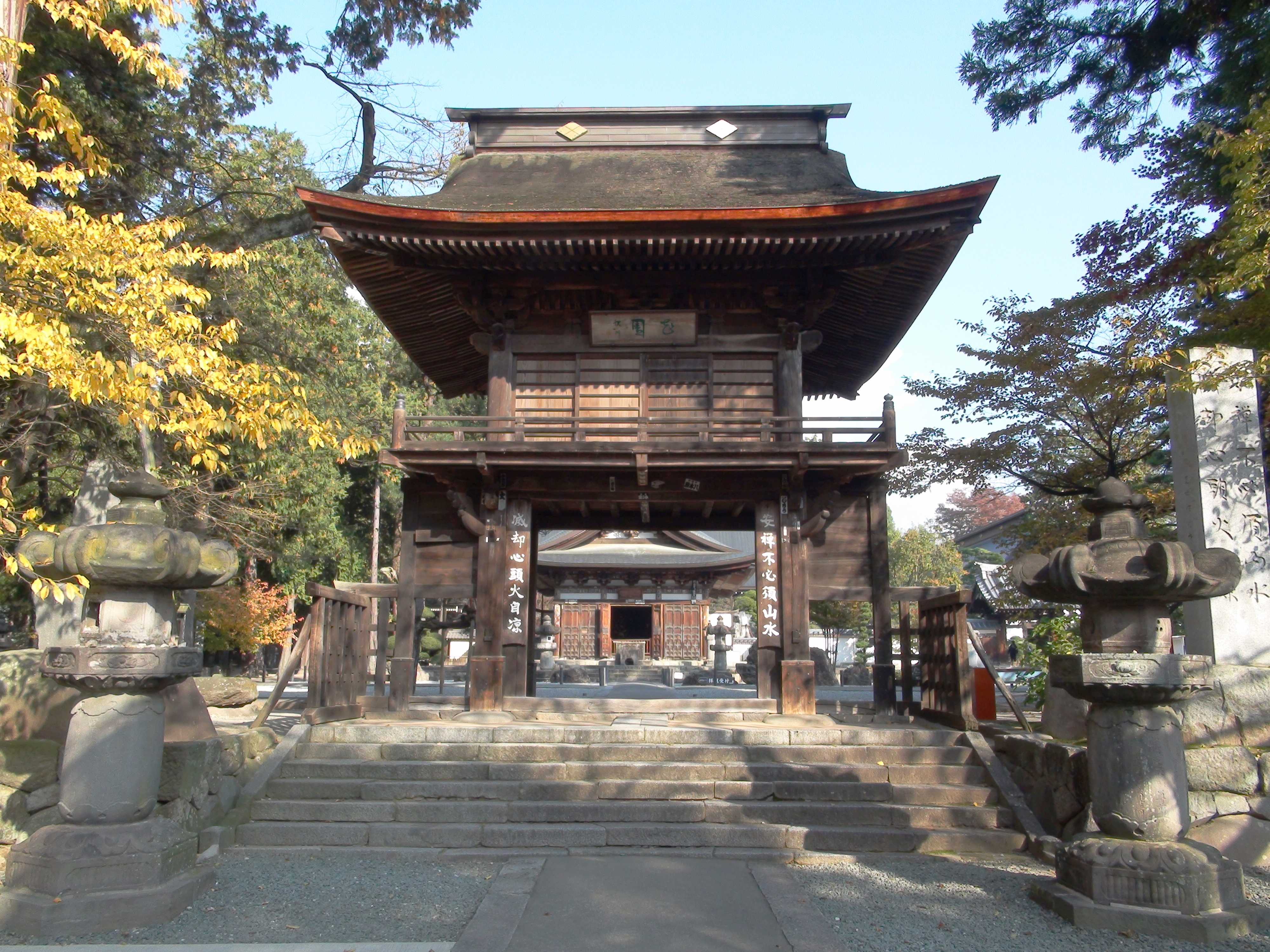
恵林寺

翌宝永元年（1704年）12月21日、綱吉の後継に甲府徳川家の綱豊が決まると、綱豊の後任として甲斐国甲府城と駿河国内に所領を与えられ、15万1200石の大名となる。翌宝永2年（1705年）1月15日には国替に際した家中禁令を改定している。同年2月19日の甲府城受け取りは家臣の柳沢保格・平岡資因らが務めている。3月12日、駿河の所領を返上し、甲斐国国中地方3郡（巨摩郡・山梨郡・八代郡）を与えられる。吉保が拝領した15万石余の石高は表高であり、実際には内高を合わせて22万石余を有していた。
同年4月10日から4月12日には甲斐恵林寺（現在の山梨県甲州市塩山小屋敷）において武田信玄の百三十三回忌の法要を行なっている。吉保はこの法要において自身が武田氏に連なる一族であることを強調している。
同年4月29日と6月12日には国中三郡の領知朱印状・領地目録を受け取っている。5月3日には甲斐国内の所持者に祈祷領米を寄付している。
同年5月11日には側室の飯塚染子が死去し、龍興寺に葬られた。染子は多くの和歌を残しており、吉保は染子没後に『染子歌集』を編纂している。
5月13日には黄檗宗寺院の萬福寺（京都府宇治市）の悦峯道章に禅問答を行っている。吉保は7月9日に甲斐国内への菩提寺建立を発意し、8月21日には岩窪村（甲府市岩窪町）に境内地を定めた。8月13日に吉保は自身の参禅録を編纂し、これを霊元上皇に対して題を出願している。これに対して、9月23日に霊元上皇は吉保に「護法常王録」の題を授けた。
吉保は大老格の要職にあったため江戸を離れて甲斐を訪れることはなかったが、甲府に配置した家老の薮田重守に指示し、甲府城・城下町の整備、検地の実施、井堰（用水路）の整備、甲州金の一種である新甲金の鋳造などを行っている。また、柳沢時代の年貢割付状では柳沢氏入国前に行われた検地増分を減免し、実質的な減税を行っていた。
吉保側室に正親町町子がいる。町子の出自は諸説あるが、実父は正親町公通で、母は水無瀬氏信娘とする説がある。正親町公通は霊元天皇使者として江戸を度々訪れており、霊元天皇は吉保の和歌へ添削を行い、六義園十二境を定めたことや参禅録に題を授けるなど和歌や文芸面において吉保へ影響を及ぼしている。また、この場合に町子の母となる水無瀬氏信娘は新上西門院房子（鷹司房子）の侍女で「常磐井」を称し、房子の伯母にあたる鷹司信子が将軍綱吉の御台所になると、常磐井は「右衛門佐局」と改名して信子に従い下向し、江戸城大奥総取締役となっている。ちなみに、右衛門佐局の実兄町尻兼量の娘・量子は、近衛家煕の側室となって中御門天皇の女御近衛尚子を生んでいる。正親町町子も、こうした両親の縁により江戸へ下向し、吉保の側室になったと考えられている。町子は後に吉保の半生を王朝風の日記文学として記した『松蔭日記』を記している。
元禄15年（1702年）に将軍綱吉の生母桂昌院が朝廷から従一位に叙されたのも、吉保が関白近衛基煕など朝廷重臣達へ根回しをしておいたおかげであった。宝永2年（1705年）、家門に列する。宝永3年（1706年）1月11日には大老格に上り詰めた。

### 吉保の隠居と晩年
宝永6年（1709年）2月19日、将軍綱吉が死去すると幕閣の状況は一変した。幕政の中心は新将軍家宣とその家臣である間部詮房らに移り、綱吉の近臣の勢いは失われていった。同年5月28日に吉保は隠居を願い出て、6月3日にこれが許されると吉里が柳沢家の家督を相続した。以降は保山と号した。同年6月3日に吉保は子の経隆・時睦に甲斐国山梨郡・八代郡の新墾地1万石を分地し、甲府新田藩が成立する。
隠居後は江戸駒込（東京都文京区本駒込6丁目）で過ごし、綱吉が度々訪れた六義園の造営などを行った。正徳2年（1712年）には定子が死去し、甲府近郊の岩窪村に建立された永慶寺（甲府市岩窪町）において葬儀を実施する。同年11月晦日には祖父・信俊の百回忌を川越領今市の高蔵寺において実施している。正徳4年（1714年）9月27日には持病の再発により病臥し、同年11月2日に死去した。享年57。法名は永慶寺保山元養。
遺骸は甲斐国へ移送され、同年11月12日には永慶寺に到着し、11月12日から11月21日にかけて、永慶寺住職の悦峯道章により葬儀が実施される。享保9年（1724年）3月11日に吉里は大和国郡山への転封を命じられ、永慶寺の大和郡山移転に伴い同4月12日に吉保夫妻の遺骸は恵林寺（甲州市塩山小屋敷）へ改葬され、現在まで恵林寺が吉保の墓所となっている。
死後200年を経た大正元年（1912年）には従三位が贈位されている。

## 人物・逸話

### 『楽只堂年録』
柳沢吉保の甲陽日記として『楽只堂年録』（らくしどうねんろく）がある。全229巻。『楽只堂年録』は『徳川実紀』に倣い、荻生徂徠により編纂された吉保一代の事業禄で、同様に吉里の一代記としては『福寿堂年禄』が編纂されている。
『楽只堂年録』は和文体と漢文体の諸本が存在し、内容は吉保に至る柳沢氏歴代の系譜から、宝永6年（1709年）に家督を吉里に譲り隠居するまで吉保一代の治績が記されている。原本は柳沢文庫に所蔵されており、現代仮名遣いの翻刻が刊行されている。幕政だけでなく、元禄地震など災害を含む世相や文化についての貴重な記録でもある。
なお、吉保の一代記には、他に柳沢家家老・薮田重守により編纂された『永慶寺殿公御実録』がある。

### 柳沢吉保の肖像
『楽只堂年録』によれば、吉保は元禄15年（1702年）に狩野常信の筆による三幅の寿像を作成させている。現在ではこのほかに一幅が加わり、四幅の肖像が伝来しており、翌元禄16年（1703年）秋には肖像に自ら賛文を記している。
吉保の肖像画三幅は、現在の山梨県甲府市太田町に所在する一蓮寺と、山梨県韮崎市清哲町青木の常光寺、そして奈良県大和郡山市の永慶寺に伝来している。『楽只堂年録』では一蓮寺本を一幅目、永慶寺本のうち一幅を二幅目、常光寺本を三幅目としている。
いずれも束帯姿の同様の肖像で、一蓮寺本には手前の文机の上に『古今和歌集』が描かれている。常光寺本には文机の上に軍令が記された文書が描かれている。一蓮寺と常光寺はいずれも甲斐源氏にゆかりのある寺院で、ともに吉保が甲斐源氏の後裔であることを意識し、文武両道の教養を積んだことを示す像と評されている。永慶寺は烏帽子・直垂姿で腰に刀を指し、手に仏子を持つ姿で描かれている。永慶寺本は吉保正室の菩提寺である真光院に伝来していたという。永慶寺にはこれと同一の肖像画がもう一幅伝来している。
また、永慶寺には『楽只堂年録』に記される烏帽子・狩衣姿の像が残されているほか、永慶寺や恵林寺には武田不動尊像を造像した仏師康慶の子孫とされる仏師浄慶の作による吉保・夫人の木像も残されている。

### 吉保の学芸と柳沢氏の文化
吉保は和歌に親しみ、北村季吟から古今伝授を受けた。吉保自身は数々の詩歌を残してるほか、黄檗宗に帰依して悦峰道章を招き、甲斐に永慶寺を創建している（永慶寺は後に大和郡山に移転）。
また、吉保自身の好学や黄檗宗への帰依が関係して、柳沢家では大名文化が興隆した。黄檗宗の文化は文人画（南画）の山水図・人物画へ影響し、柳沢家家老・柳沢保格（曽祢貞刻）の子である画家・柳沢淇園の活動に及ぶ。淇園は悦峯や服部南郭の画、細井広沢の書を学び、文人画を大成する人物となった。淇園の師のうち服部南郭は京都出身の画家・儒者で、17歳の頃に柳沢吉保に画才と和歌の才を認められ、柳沢家に仕官する。さらに柳沢家を介して荻生徂徠に学び、その高弟となっていた人物である。

### 領主としての姿
川越藩主時代には三富新田の開発（現在でも所沢市・三芳町あたりにその当時の区画が残っている）などを行い、行政面での業績は評価されている。三富新田の古くからの住民の家には、祖先の位牌と並んで吉保の位牌が並べられているという報告もある。

### 側室染子に関する噂
俗説によれば、側室の染子はかつて綱吉の愛妾であり、綱吉から吉保に下された拝領妻であるという。一説に吉里は綱吉の隠し子であるとも言われる。また、一説に吉保は甲府に100万石の領地を綱吉から賜らんと企てて、吉保の側室になってからも綱吉の寝所に召されることの多かった染子を通じてこれを願い出た。綱吉はこれを快諾するも、まもなく綱吉は病死し、このことは沙汰止みとなった。しかし、このようなことがまた起こることを憂慮した幕閣は、これ以降、将軍が大奥に泊まる際には、同衾する女性とは別に大奥の女性を2名、将軍の寝所に泊まらせ、彼女等に寝ずの番をさせ、その夜に何が起こったのかをことごとく報告させることとした。このことは、江戸幕府が滅亡するまで続けられた。
以上の説話は主に『護国女太平記』が流布・訛伝されたものと考えられており、実際には染子は柳沢家家臣の娘に過ぎず、大奥に上がったことも一度としてなかったため、将軍綱吉との接点もほとんどない。「御添い寝」の逸話も、おねだりをしたのがお伝の方など他の女性に変えられて語られる場合もあり、これも信憑性のないものとされることが多い。
尾張藩士・朝日重章の日記である『鸚鵡籠中記』宝永6年（1709年）3月5日条では、将軍綱吉の没後に吉里が綱吉の実子であり謀反を企てていたとする噂や、吉里が綱吉から拝領した50万石を将軍家宣が老中・小笠原長重を使者として取り上げたとする噂が流布していたことを記している。

### 元禄赤穂事件と柳沢吉保
元禄14年（1701年）の浅野長矩の刃傷事件に対する幕府の裁断には、吉保の意向が関係していた事実が指摘されており、赤穂事件を題材とした『忠臣蔵』の映像作品などでは事件の黒幕・悪役として描かれることが多い。

### 吉保と学者の交流

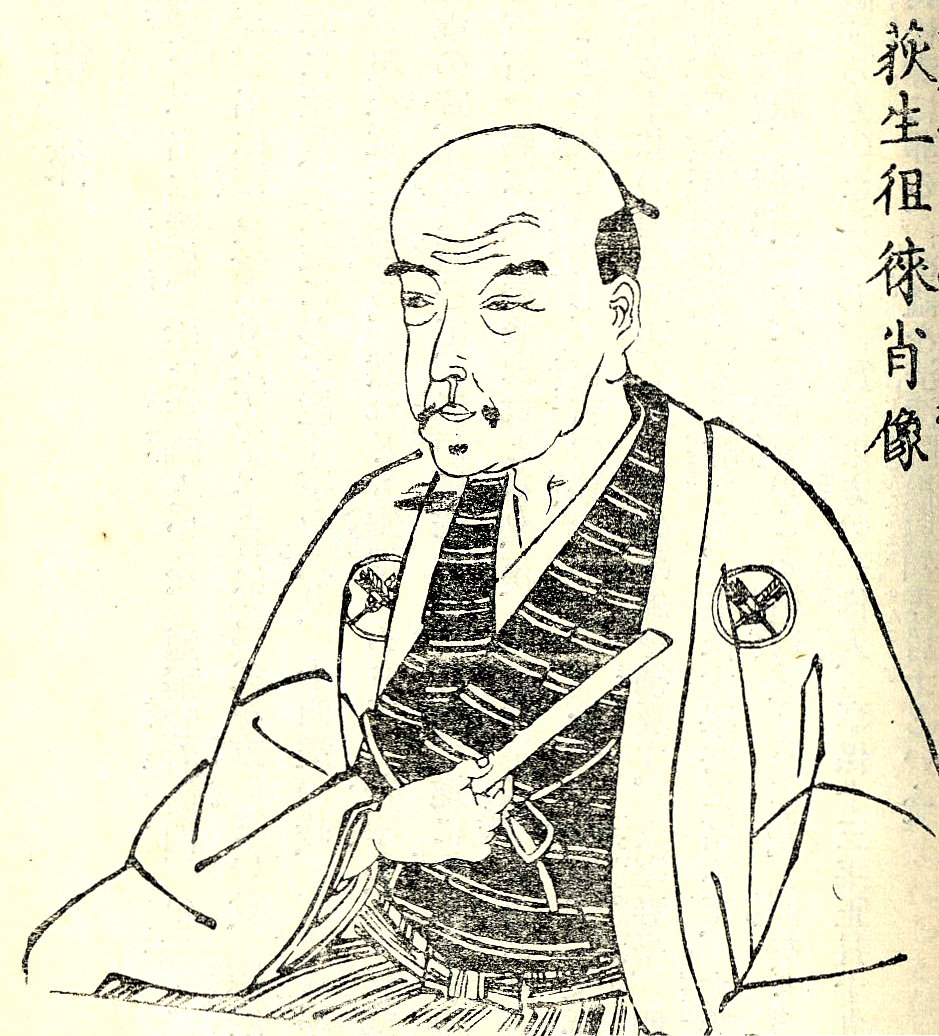
荻生徂徠

吉保は綱吉の文治政治に恭順するために儒者を多く召し抱え、儒学の発展に少なからぬ役割を果たした。有名な者には新井白石のライバル的存在として知られる荻生徂徠、また赤穂事件を裏から支援していたことで知られる細井広沢がいる。
荻生徂徠は綱吉の侍医・荻生方庵の次男で、延宝7年（1679年）に方庵が綱吉に咎められると一家で江戸から上総国長柄郡本納村へ移る。方庵は元禄5年（1692年）に赦免された。徂徠は江戸へ戻ると私塾を開いていたが、元禄9年（1696年）に吉保に十人扶持で召し抱えられた。後に加増されて500石となり、宝永3年（1706年）には吉保は永慶寺（霊台寺）の碑文作成に際して甲斐国の地勢を調査する目的から、徂徠と田中省吾を甲斐へ派遣する。徂徠は甲斐国見聞の記録を紀行文『風流使者記』『峡中紀行』としてまとめている。徂徠は綱吉が死去し吉保が隠居すると、宝永6年（1709年）に江戸日本橋茅場町に私宅「蘐園（けんえん）」を構え、徂徠の学派は蘐園派と呼ばれた。徂徠は将軍・徳川吉宗にも諮問を受けている。
細井広沢はのちに側用人の松平輝貞の不興を買い、輝貞から柳沢家へ執拗に細井を放逐せよという圧力があったため、やむなく放逐されたが、その後も吉保は浪人した広沢に年間50両もの支援金を送って親交を持ち続けたという。

### その他
- 吉保の有名な言葉に「泰平の世の中で、出世をするのは、金と女を使うに限る」とある。
- 明治維新にて廃藩置県となった1880年に、旧大和郡山藩士族が吉保と吉里の遺徳を偲び、旧大和郡山城跡に柳沢神社を創建した。
- 甲州八珍果を定め、甲斐国で果物栽培を奨励したという説があるが、正確なところは明らかになっていない[21]。

## 家族
父は柳沢安忠。兄弟には安忠の養子となった柳沢安吉の子・信花がおり、安忠娘が信花室となっている。ほか、兄弟に山高信吉室となった娘がいる。
母は佐瀬津那子。上総国一袋村の名主・佐瀬与惣治の娘。20歳ほどで領主柳沢安忠のところへ奉公に出て、32歳の時に安忠の長男となる吉保を産む。間もなく柳沢家を出されて、吉保は安忠の正室・青木氏の子として育てられる。青木氏の死の間際に実母の存在を知らされた吉保は、その4年後に56歳の母を霊岸島の下屋敷に引き取った。享保2年（1707年）7月14日、90歳で卒。法名は了本院殿源姓妙実日相大夫人。
吉保の正室は、幕府旗本で柳沢氏と同じく甲斐源氏の一族であった曽雌氏の子孫である曽雌定盛の娘（曽雌定子）。側室は吉保生母・了本院（佐瀬氏）の侍女。飯塚氏（飯塚染子）、公家・正親町実豊もしくは正親町公通の娘（正親町町子）がいる。
息子は染子との間に生まれた柳沢吉里（長男）のほか、柳沢長暢（次男）・柳沢安基（三男）・柳沢経隆（四男）・柳沢時睦（五男）・米倉忠仰（米倉昌照の養子）（六男）・柳沢保経（七男）がいる。娘は土佐子（黒田直邦室）、養女である市子（大河内松平輝貞室）、春子（土屋定直の許嫁、のち内藤政森正室）、税子（内藤政森室）、真子、幾子（大久保忠方室）、綾子（松平輝貞の養女、本庄資訓室）、国子、増子（薮田里守室）、美喜子（吉里養女）がいる。娘（内藤政森正室）、娘（松平輝貞養女、本庄資訓継々室）がいる。
長男吉里はのち大和国郡山藩15万石に転じる。四男経隆は越後国黒川藩1万石、五男時睦は同国三日市藩1万石の藩主となり、三藩とも明治維新まで存続した。六男忠仰は米倉昌照の養子となって皆川藩主（のち六浦藩主）。七男保経は兄・時睦の養子となる。